# (73597) 2188 T-2
(73597) 2188 T-2 – planetoida z pasa głównego asteroid okrążająca Słońce w ciągu 4,26 lat w średniej odległości 2,63 j.a. Odkryta 29 września 1973 roku.